# Antafondro
Antafondro är en ort i Madagaskar. Den ligger i den norra delen av landet, 600 km norr om huvudstaden Antananarivo. Antafondro ligger 15 meter över havet och antalet invånare är 200. Den ligger på ön Nosy Be.
Terrängen runt Antafondro är varierad. Havet är nära Antafondro åt sydost.  Närmaste större samhälle är Hell-Ville, 9,6 km väster om Antafondro. 